# Школа имени П. М. Миронова
Чува́шская воскре́сная шко́ла им. П. М. Миронова — муниципальное бюджетное образовательное учреждение дополнительного образования детей Уфе. Названа в честь деятеля народного просвещения Павла Миронова. Основана 9 декабря 1992 года.

## История
Чувашская воскресная школа им. П. М. Миронова создана постановлением мэра города Уфы № 977 от 9 декабря 1992 г. С 1 января 1996 г. — Чувашская воскресная школа им. П. М. Миронова Кировского района. 1 января 1996 г. — 11 февраля 2004 г.: Чувашская народная (воскресная) школа им. П. М. Миронова Кировского района. 11 февраля 2004 г. — 9 июля 2009 г.: муниципальное образовательное учреждение «Чувашская воскресная школа им. П. М. Миронова». 9 июля 2009 г. — 17 января 2012 г.: муниципальное образовательное учреждение дополнительного образования детей Чувашская воскресная школа им. П. М. Миронова Кировского район городского округа города Уфа. 17 января 2012 г. — по наст. вр.: муниципальное бюджетное образовательное учреждение дополнительного образования детей «Чувашская воскресная школа им. П. М. Миронова» городского округа город Уфа Республики Башкортостан. С 10 декабря 1992 года директором школы работает Иван Григорьевич Тарасов.

## Характеристика
Школа обеспечивает право юного гражданина на изучение родного языка и получение образования на родном языке. Школьников обучают по авторским и модифицированным образовательным программам чувашскому языку и литературе, краеведению, обычаям и праздникам, народным и эстрадным песням, танцам, декоративно-прикладному искусству, английскому языку и др. Образовательные программы преимущественно основаны на местном этнографическом, фольклорном, искусствоведческом, лингвистическом, литературном и краеведческом материалах. Обучение проводится бесплатно демократическими и здоровьесберегающими методиками, используются вышивка, рисование, лепка, кукольный театр, молодёжный театр-студия, театр обряда, экспедиции, праздники, конкурсы, выставки и др. Создан музей, имеется библиотека. Издается школьная многотиражка «Воскресные известия».
Учащиеся участвуют в реализации более 20 метапредметных школьных проектов, в республиканских конкурсах чтецов башкирского народного эпоса «Урал батыр» на родных языках, произведений классиков чувашской литературы Константина Иванова и Якова Ухсая, классика татарской поэзии Габдуллы Тукая, фестивалях родных языков и школьных проектах «Паломничество на родину классиков чувашской литературы», «77 ступенек для саморазвития», культурологической программе «Мост дружбы» по местам жизни и деятельности просветителей и др. В ЧВШ им. П. М. Миронова работают Клуб ЮНЕСКО и отделение международного детского движения «Добрые дети мира». По решению съезда чувашей Башкортостана, в 2006 году школа признана научно-методической базой чувашеведения и национального образования в Республике Башкортостан. В 2013 году школа награждена орденом просветителя Н. В. Никольского за выдающийся вклад в изучение, сохранение и развитие самобытной духовной и материальной культуры чувашского народа, развитие идей просветительства, приобщение юного поколения к родному языку и культуре, укрепление дружбы между народами в течение не менее 20 лет. Школа связана договорами о творческом сотрудничестве с Чувашским государственным педагогическим университетом им. И. Я. Яковлева, Уфимским филиалом МГГУ им. М. А. Шолохова, общеобразовательными школами № 110, № 127, гимназией № 3 г. Уфы, Исполкомом Канаша (съезда) чувашей Башкортостана. ЧВШ им. П. М. Миронова является базовой школой кафедры татарской и чувашской филологии Стерлитамакского филиала БГУ (быв. Стерлитамакской государственной педагогической академии им. З. Биишевой). Школа является двукратным финалистом международного конкурса образовательных проектов «Диалог — путь к пониманию» (г. Москва, 2008 и 2011), лауреатом регионального этапа Всероссийского конкурса инновационных социальных технологий в номинации «Образование», лауреатом конкурса «100 лучших школ России — 2013» (г. Санкт-Петербург), награждена золотой медалью, директор Тарасов И. Г. отмечен почетным знаком «Директор года — 2013». В 2014 году школа признана лауреатом Всероссийского конкурса «Лучшее учреждение дополнительного образования детей». Школа стала лауреатом Всероссийского конкурса «Образовательная организация XXI века. Лига лидеров — 2017» в номинации «Лучший центр гуманитарного развития и творчества детей», директор школы награждён нагрудным знаком «Эффективный руководитель». В 2010 году коллектив школы награждён премией главы Администрации города Уфы за вклад в развитие родных языков, в 2011 году школа победила в конкурсе национальных двориков.
Школа размещается в здании Уфимского уездного училища — памятнике истории и культуры.

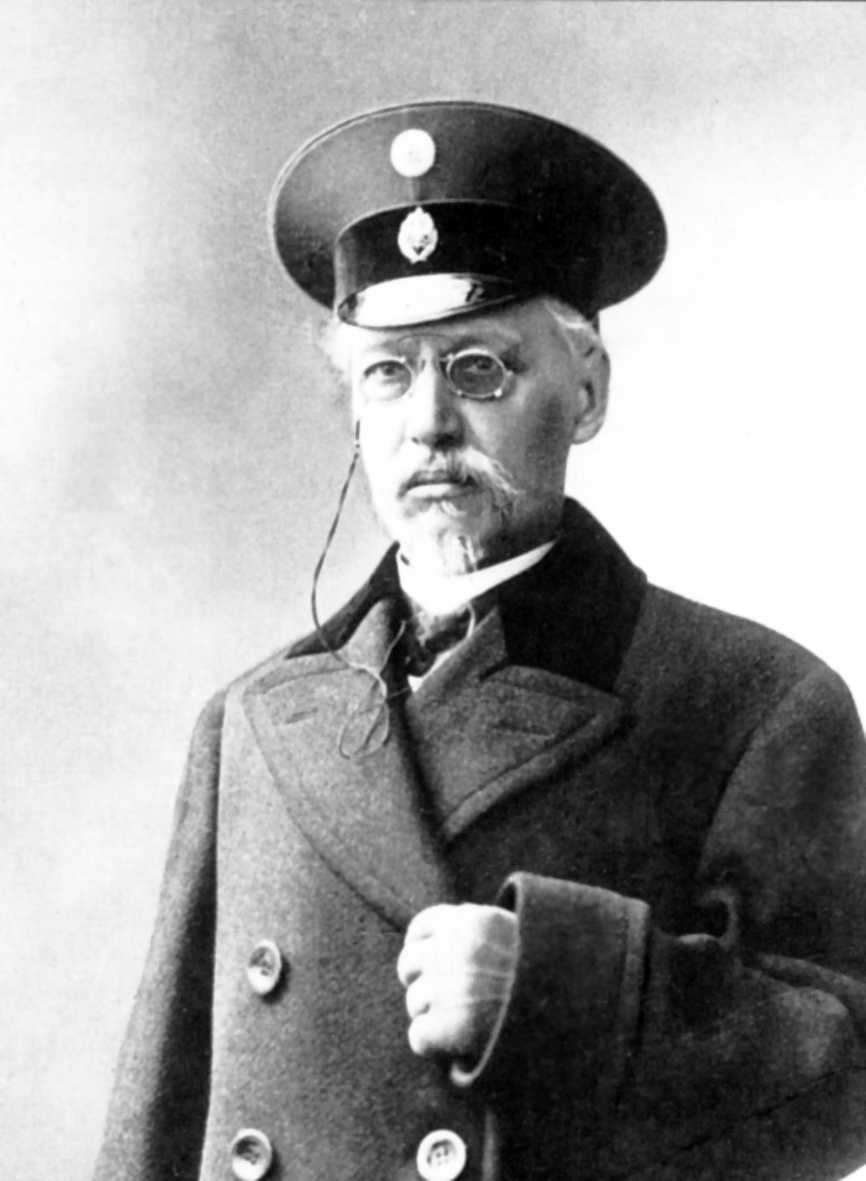
Павел Миронович Миронов (1861-1921)

Здесь в 1892—1907 годах жил и трудился учителем и руководителем городского училища один из первых выпускников Симбирской чувашской учительской школы, кавалер пяти царских орденов, выдающийся деятель народного образования, инспектор народных училищ Уральской области Оренбургской области (Республика Казахстан), автор большого количества оригинальных учебников по арифметике и геометрии, литературоведению, музыкант, ботаник, издатель журнала «Циркуляр по инспекции народных училищ Уральской области», чувашский просветитель П. М. Миронов. В XIX—XX веках Миронова часто навещали выдающийся просветитель чувашского народа И. Я. Яковлев (1848—1930), общественный деятель, краевед, этнолог, писатель и журналист, переводчик и педагог, фольклорист, первый чувашский философ Г. И. Комиссаров (1887—1969), выпускник Парижского университета, педагог С. А. Акимов (1863—1924), известный краевед и педагог П. А. Петров-Туринге (1887—1943), один из руководителей поволжских социал-революционеров Т. Н. Николаев-Хури (1878—1918), благочинный Белебеевского уезда А. П. Петров-Туринге (1858—1913), публицист Г. Т. Тихонов—Галгай (1883—?), попечитель Оренбургского учебного округа Н. А. Бобровников (1854—1921), епископ Златоустовский Н. А. Ипатов (1878—1938), писатель И. Е. Ефимов-Тхти (1889—1938), основоположник современного чувашского литературного языка, поэт К. В. Иванов (1890—1915), один из основоположников профессионального искусства Башкортостана, народный художник А. Э. Тюлькин (1888—1980) и мн. др. После революции, в период гражданской войны и на начальном этапе советского строительства у П. М. Миронова бывали известные общественные и государственные деятели, писатели и ученые Г. Ф. Алюнов-Федоров (1876—1921) и Г. Т. Титов (1885—1919), Т. С. Кривов (1886—1966), А. И. Нухрат (1900—1983), С. В. Сухарев (1888—1942), К. Ф. Тарасов-Ухик (1892—1942), И. А. Матвеев (1903—1975), П. Я. Николаев (1898—1957), Ф. П. Максимов (1898—1975), И. Е. Ахах (1898—1920), И. С. Максимов-Кошкинский (1893—1975), Т. С. Семенов-Тазюк (1897—?), К. С. Сергеев (1877—?), И. Н. Антипов-Каратаев (1888—1965), И. В. Моисеев (1890—?) и мн. др. Супруга П. М. Миронова — О. В. Миронова (1876—1946) — учитель, автор первых учебников «Географии Уфимской губернии», «Географии Башкирской АССР». На здании школы установлены мемориальные памятные доски. В 1918—1921 гг. П. М. Миронов руководил в Уфимской чувашской учительской семинарией. В соответствии с распоряжением Правительства Республики Башкортостан, при ЧВШ им. П. М. Миронова создается Музей просветителей. В декабре 2011 года коллектив школы совместно с министерством образования РБ, Исполкомом Канаша (съезда) чувашей Башкортостана, СГПА им. Зайнаб Биишевой (филиалом БГУ) участвовал в подготовке и проведении I Всероссийской научно-практической конференции «Научное и педагогическое наследие выдающегося деятеля народного образования, чувашского просветителя Павла Мироновича Миронова». 23 социально-значимых проекта, успешно реализуемых в течение многих лет, непосредственно связаны с обогащением опыта сохранения и развития материального и нематериального культурного наследия народов России. Среди них проекты «Мы с Вами — наследники и продолжатели Великой Победы», «Мост дружбы», «Паломничество на родину классиков», «Становимся мудрыми, изучая наследие просветителей!», «С распахнутым сердцем, с мудростью веков», «Александр Пушкин — родной поэт народов России!». С 2013 года ЧВШ им. П. М. Миронова осуществляется проект «77 ступенек для саморазвития», направленный на вовлечение детей и молодёжи в изучение богатого творческого наследия просветителей, деятельность которых тесно связана с Уфимской губернией и Башкортостаном.

## Педагогический коллектив
Все учителя имеют высшее образование. Средний возраст 39 лет, 55 % учителей аттестованы на высшую квалификационную категорию, являются известными деятелями науки, образования и культуры, 78 % учителей — лауреаты районных, городских, республиканских, всероссийских и международных конкурсов. В школе трудились ветераны Ю. З. Васильева, К. К. Дмитриева, победитель городского конкурса «Учитель года — 2002» и лауреат республиканского конкурса «Учитель года», заслуженный учитель РБ В. Г. Александров, ветеран Великой Отечественной войны, кандидат физико-математических наук А. Н. Трофимов (1924—2009), заслуженный деятель науки РБ, академик ЧНАНИ А. А. Кондратьев, доктор химических наук И. М. Борисов, поэты М. Е. Иванов — Михаил Сихун (1926—2007), Н. В. Дмитриев — Ялдр Мучи (1933—2011). Учитель Н. В. Дмитриев перевел эпос башкирского народа «Урал Батыр» на чувашский язык. Стали известными общественными деятелями республики учителя Г. П. Шушпанов (1933—2006), В. Г. Никитин (1934—2007), В. А. Квасов (1974—2004), Г. И. Степанов, Ф. В. Кузьмин, Э. Н. Васильева, О. Г. Дмитриева, Н. П. Данилова, А. Ю. Алексеев и др. Большой вклад в образование вносят заслуженный работник культуры Башкортостана и Чувашии Г. Ю. Кириллова, отличники образования РБ В. М. Тарасова, Л. Н. Пашина, кандидат медицинских наук П. И. Петров, кандидат физико-математических наук Д. В. Кондратьев, выпускники и активисты школы Э. Н. Михайлова, А. В. Алексеева. Учитель Г. Ю. Кириллова организовала детский фольклорный ансамбль «Хунав» (Росток), еженедельно проводит культурно-массовые мероприятия. В своё личное время учитель В. М. Тарасова, освоив технологию народной вышивки, собственноручно и бесплатно создала учащимся более 30 комплектов национального костюма и головные уборы. Отличник образования РБ, учитель Л. Н. Пашина творчески приобщает детей к родному языку. Директор школы И. Г. Тарасов — лауреат городского и республиканского конкурсов руководителей учреждений дополнительного образования «Директор — 2013», на Всероссийском конкурсе отмечен почетным знаком «Директор года — 2013», заслуженный работник культуры Чувашской Республики, заслуженный работник образования Республики Башкортостан, почетный доктор наук ЕАЕ, академик ЧНАНИ. Основной контингент посещающих ЧВШ им. П. М. Миронова дети школьного возраста, а также 3-6 лет, и родители, бабушки и дедушки, поддерживающие в школе этнолингвокультурную среду. Соответственно школа состоит из структур — Школы для малышей, Малой академии для школьников, Молодёжной ассамблеи и Народного университета, подтвердивших востребованность, эффективность, обеспечивающих охват культурно-образовательной деятельностью лиц самого разного возраста и преемственность поколений, условия для обучения современного городского человека в течение всей жизни.

## Учащиеся
Информация об успехах учащихся и списки награждённых публикуются в СМИ и на сайте школы. В 2005—2019 годах 352 ученика стали лауреатами премий им. Н. А. Ильиной, им. А. В. Иванова, им. З. И. Яковлевой, им. В. Н. Михайлова, им. В. Г. Никитина, им. Т. Н. Ванюшиной, им. А. А. Кондратьева, им. М. В. Гордеева, им. поэта-переводчика Ялдра Мучи, им. Елизаветы Петровой, им. просветителя Гурия Комиссарова, художника-реставратора Прасковьи Кориной, Приуральского филиала Чувашской национальной академии наук и искусств, около 40 отличников учёбы отдохнули в Чувашии по бесплатной путевке Президента Чувашии, 13 отличников учёбы награждены медалью просветителя П. М. Миронова.
Несколько учащихся являются обладателями Гран-при городского и республиканского конкурсов «Чувашская красавица», Гран-при, лауреатами и дипломантами межрегионального конкурса «Соловьиные голоса», республиканской открытой предметной олимпиады школьников по родным языкам, Всероссийского конкурса «Языкознание — для всех», Всероссийского вокального конкурса «Серебряные голоса», межрегионального конкурса одаренных детей «Ступени», республиканского конкурса чувашской песни «Салам», республиканского конкурса чтецов поэмы «Нарспи», республиканского конкурса «Карлугас — 2011», республиканского конкурса чтецов эпоса «Урал батыр» на родных языках, городских и районных конкурсов.
В летнее время победители конкурсов обучаются и отдыхают в международной смене этнолингвистических лагерей «Алый парус» или «Лесная сказка», в них побывали более 30 учащихся.

## Праздники в школе
1. 15 сентября — Праздник «Здравствуй, школа!».
2. 11 октября — День Республики.
3. Октябрь — ноябрь — К ě р с ă р и (праздник урожая).
4. 4 ноября — День рождения просветителя П. М. Миронова.
5. 26 ноября — День рождения народного поэта Я. Г. Ухсая.
6. Декабрь-январь — Новогодняя ёлка и Сурхури.
7. 21 февраля — Международный день родного языка.
8. 23 февраля — День защитников Отечества.
9. 8 марта — Женский День.
10. 25 апреля — День рождения просветителя И. Я. Яковлева, день чувашского языка.
11. 21 мая — Всемирный день культурного разнообразия во имя диалога и развития.
12. 27 мая — выезд на родину классиков чувашской литературы К. В. Иванова и Я. Г. Ухсая.
13. 12 июня — День города Уфы, День России.

Доброй традицией являются торжественные проводы выпускников школы в Российскую армию, организация юбилеев выдающихся деятелей науки, культуры, образования.

## Система наград
Школа имеет собственную систему наград, в которой благодарность приказом директора, почетная грамота, медаль П. М. Миронова и др.

## Публикации
- Алексеев А. В Башкортостане отмечают юбилеи чувашских просветителей // Учительская газета, 2008, 5 мая.
- Алексеев А. Добро пожаловать в наш дом! // Учительская газета, 2008, 9 сентября
- Байрамов Ф. Чувашская воскресная // Вечерняя Уфа, 1993, 11 марта.
- Тарасов И. Ĕпхӳри вырсарни шкулĕ // Халǎх шкулĕ — Народная школа, 1997, № 3, с. 95-98.
- Тарасов И. Из детской академии — в Народный университет // Вечерняя Уфа, 2003 г., 23 апреля.
- Тарасов И. Маршрут для учащихся, изучающих историю и культуру чувашского народа // «Учитель Башкортостана», 2005 г., № 6, с. 68-70.
- Вестник чувашской народной школы им. П. М. Миронова Кировского района г. Уфы. Уфа, 2002.- 220 с. ISBN 5-94705-046-3
- Вестник Чувашской воскресной школы им. П. М. Миронова г. Уфы, Т.2.М.: «Эдитус». 2018, С. 112—122. ISBN 978-5-00-058825-3
- «Из детской академии — в народный университет» // Вечерняя Уфа". 2003 г., 23 апреля.
- Первая ласточка // Башкортостан — дом дружбы. 2003 г., № 6-7, с.13.
- Тарасов И. 77 ступенек для саморазвития // Умы народа.2013, № 2, с. 76-88.